# Asianellus
Asianellus es un género de arañas araneomorfas de la familia Salticidae. Se encuentra en la zona paleártica.

## Lista de especies
Según The World Spider Catalog 12.5:
- Asianellus festivus (C. L. Koch, 1834)
- Asianellus kazakhstanicus Logunov & Heciak, 1996
- Asianellus kuraicus Logunov & Marusik, 2000
- Asianellus ontchalaan Logunov & Heciak, 1996
- Asianellus potanini (Schenkel, 1963)